# Agatemero
Agatemero (in greco antico: Ἀγαθήμερος?, Agathémeros; III secolo – prima del 328) è stato un geografo greco antico di età imperiale romana.

## Biografia
Si ritiene che Agatemero sia vissuto nel III secolo d.C., sicuramente dopo Claudio Tolomeo, che cita di frequente, e prima della costruzione di Costantinopoli, nel 328 d.C., poiché si limita a menzionare solo il sito dell'antica Bisanzio.
Ulteriore appiglio cronologico sarebbe la menzione di Albione come ἐν ᾗ στρατόπεδα ἵδρυται, ossia riferentesi alla costruzione del vallo di Settimio Severo, all'inizio del III secolo d.C..

## Opera
Autore di un Abbozzo di geografia (Ὑποτύπωσις γεωγραφίας), che ci è pervenuto, ha in parte come fonte Artemidoro di Efeso. Agatemero, comunque, non è che un compilatore, che si limita a "cucire" insieme estratti, appunto, da Tolomeo ed Artemidoro, comunque fornendo preziose notizie sulla geografia precedente e sul metodo di misurazione stadiometrico.
Geograficamente il trattato è pre-tolemaico e comparabile con quelli di Pomponio Mela e Dionigi il Periegeta. I tre sono di portata analoga, ma il trattatello di Agatemero è di minore rilevanza e senza pretese letterarie, anche perché la maggior parte del suo lavoro è composto, come detto, da brani letterali e in parte di semplici nomi e numeri.